# Catedrala din Asunción
Catedrala mitropolitană a Maicii Domnului (în spaniolă: Catedral Metropolitana de Nuestra Señora de la Asunción) (numită și Catedrala Asunción) este principala biserică catolică din Asunción. Este situată în cartierul La Catedral, în centrul istoric al capitalei Paraguayului. A fost prima eparhie a Río de la Plata.
Ultima formă, cea actuală, a fost realizată în timpul guvernării lui Don Carlos Antonio López și inaugurată în 1845. Este dedicată Adormirii Maicii Domnului, patroana capitalei țării. Are un altar înalt acoperit cu argint.